# Peter Klashorst

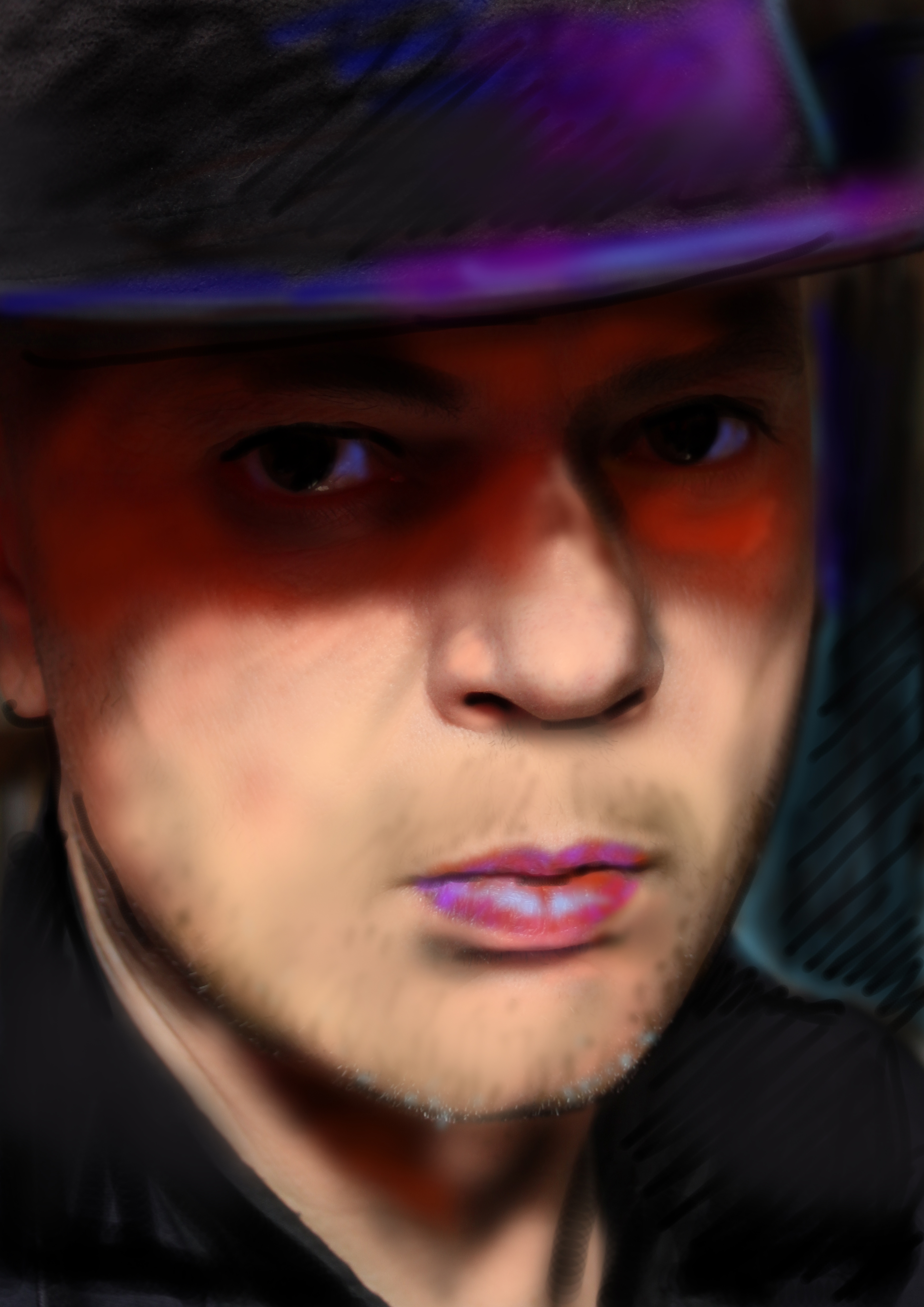
Selbstporträt

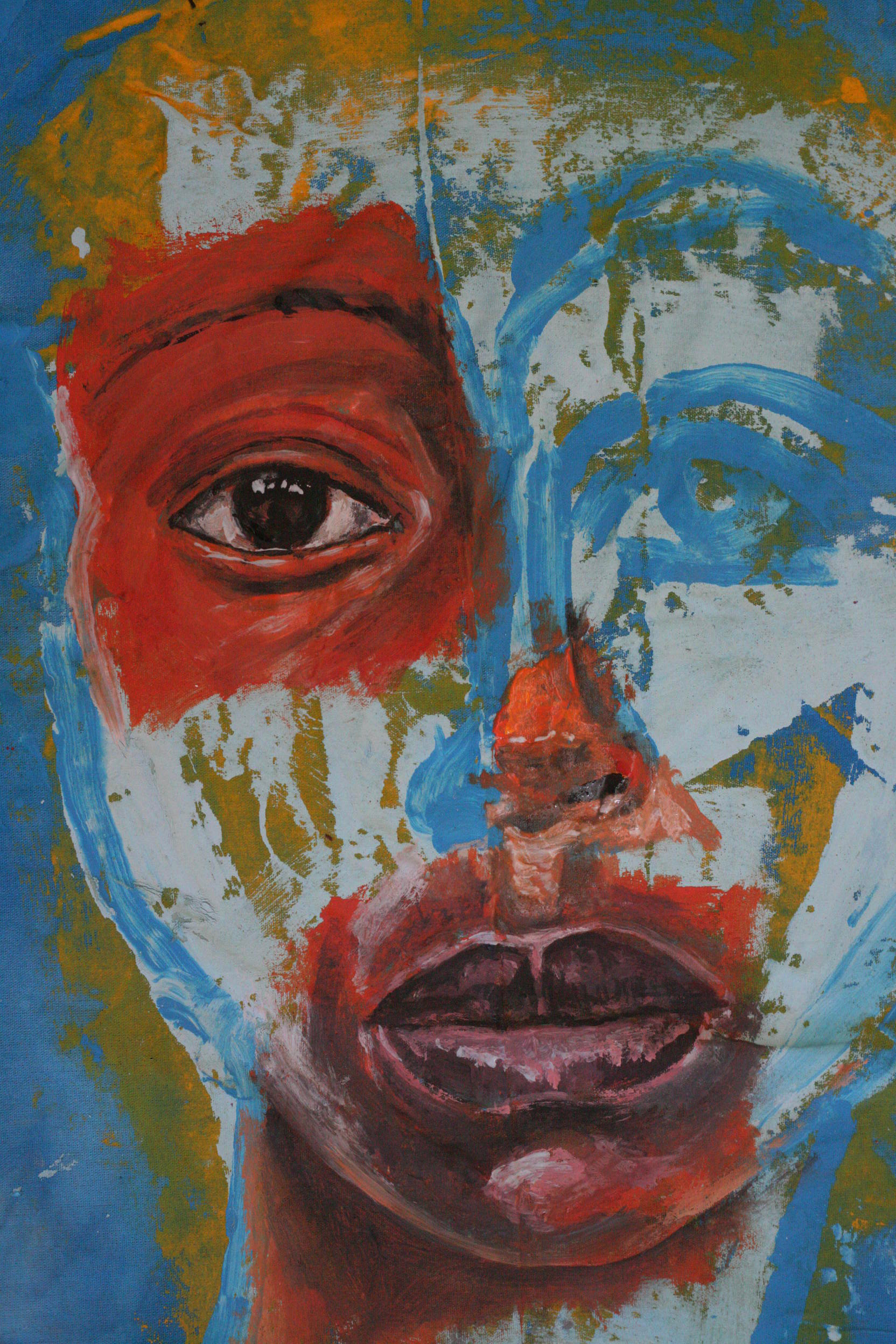
Enigma (Eine Malerei des Künstlers)

Peter Klashorst (* 11. Februar 1957 in Santpoort, Gemeinde Velsen, Niederlande; † 11. September 2024 in Amsterdam, Niederlande; eigentlich Peter van de Klashorst) war ein niederländischer Fotograf, Bildhauer und Maler.

## Leben
Klashorst wuchs in Haarlem auf und graduierte 1981 an der Gerrit Rietveld Academie in Amsterdam. Er hatte zwei Kinder.
In den 1980er Jahren gehörte der Maler Klashorst zur niederländischen Künstlergruppe After Nature, die für sich den Expressionismus wiederentdeckte und die heute den Neuen Wilden oder Neuen Heftigen zugerechnet wird. Er arbeitete zeitweise mit der Gruppe um den Kölner Exil-Tschechen Jiří Georg Dokoupil zusammen.
Im Jahr 2000 wurde er im muslimisch geprägten Senegal wegen seiner Kunst verhaftet und verbrachte mehrere Wochen in Haft. Ihm wurden die Verschaffung von Gelegenheit zur Prostitution, die Anstiftung zur Zügellosigkeit und die Anfertigung obszöner Darstellungen vorgeworfen.
Im Jahr 2003 veröffentlichte Robert Vuijsje eine Biografie von Klashorst mit dem Titel King Klashorst. In den Jahren 2003 und 2006 machte Klashorst zwei erfolglose Versuche, mit neuen Parteien bei Regionalwahlen politische Ämter zu erreichen.
Klashorst lebte 2010 in Kambodscha. In Phnom Penh wurde 2010 eine Ausstellung vorbereitet, die seine Auseinandersetzung mit dem Regime der Roten Khmer zum Thema hat.

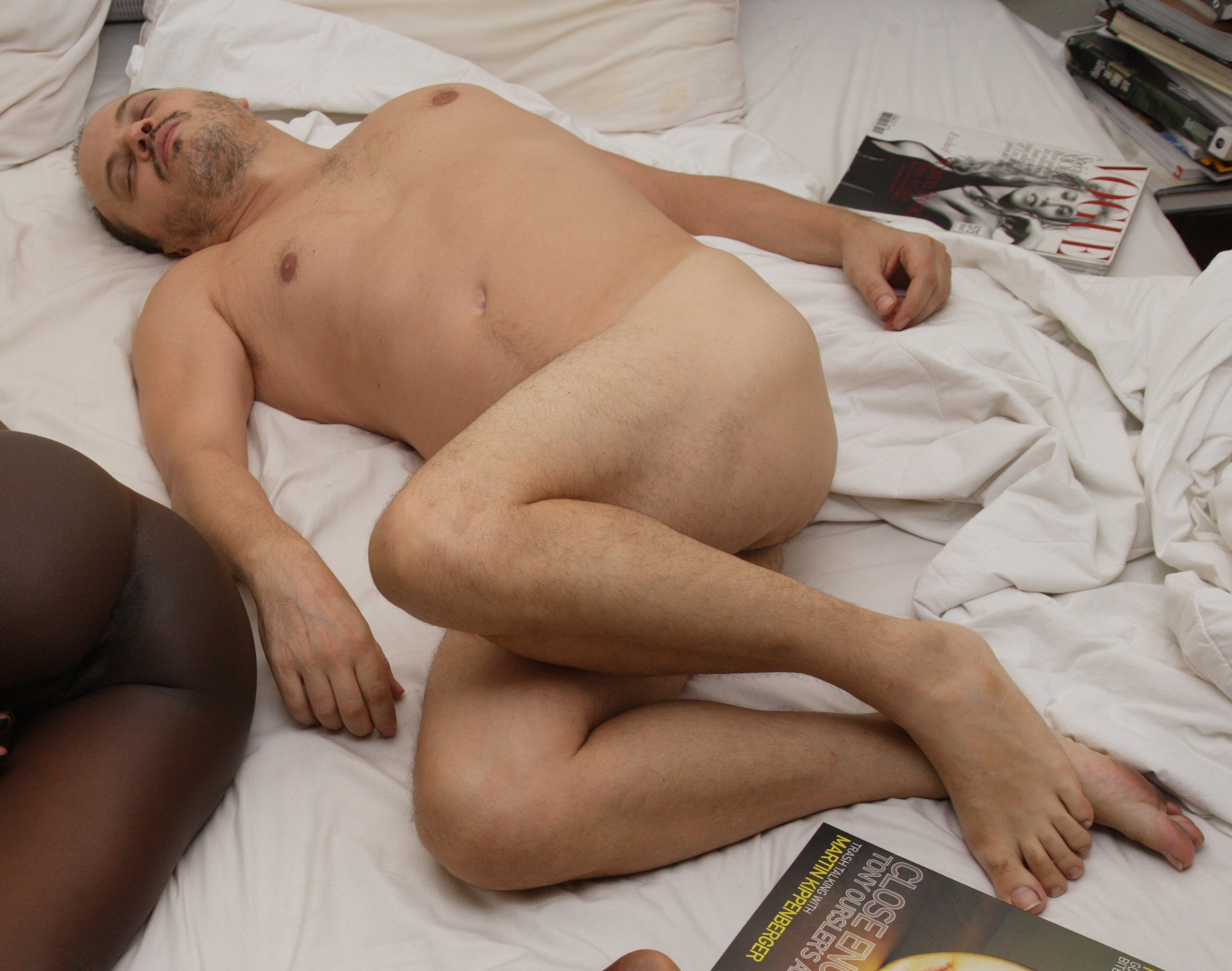
Peter Klashorst

## Auszeichnungen
- 1982: Johan und Titia Buning-Brongers Preis
- 1983: Koninklijke subsidie voor de Vrije Schilderkunst („Königlicher Preis für Freie Malkunst“)

## Ausstellungen (Auswahl)
Einzelausstellungen:
- 2001: Café Galerie Dante en Brood galerie, Amsterdam
- 2001: Sir Harald Art, Venlo
- 2002: Arte Vista – The Pop-Art Gallery, Badhoevedorp
- 2003: Ton Warndorff Gallery, Haarlem
- 2006: Najaars expositie
- 2008: Ladies Exhibition. Famous Amsterdam Gallery, Amsterdam.[7]
- 2009: Quiet Days in Bangkok. Willem Kerseboom Gallery, Amsterdam.

Gruppenausstellungen:
- 1987: A great activity. Stedelijk Museum of Modern Art, Amsterdam.
- 1992: Realities. Circulo de Bellas Artes, Madrid.
- 1992: ThrustMaster Remixes. Galerie Heijenbrok, Amsterdam (mit Gerald van der Kaap).
- 1997: Stedelijk Museum of Modern Art, Amsterdam. (mit Bart Domburg)[8]
- 2002: Amsterdam Revisited – Adam & Eve: On sex, tolerance. De Appel, Amsterdam.
- 2007: Strip en Kunst. Singer Laren, Laren.
- 2009: The last supper & beyond, Willem Kerseboom, Amsterdam

## Veröffentlichungen
- Steef Davidson, Peter Klashorst et al.: Poëzie explosie. 23-5, 30-5, 6-6 1979. Paradiso-Parapress, Amsterdam 1979.
- Peter Klashorst et al.: Schilderen met acryl. Teleac/NOT, Utrecht 1997, ISBN 90-6533-435-1 (mit Videobändern).
- Peter Klashorst: Kunstkannibaal : memoires van een beruchte kunstenaar. 3. Auflage. Prometheus, Amsterdam 2012, ISBN 978-90-446-1791-7.